# Possum (film)
Pour les articles homonymes, voir Possum.
Pour plus de détails, voir Fiche technique et Distribution.
Possum est un film britannique réalisé par Matthew Holness, sorti en 2018.

## Synopsis
Philip Connell, marionnettiste pour enfants est tombé en disgrâce et est contraint de retourner dans la maison de son enfance, dans le Norfolk, qu'il partage avec son oncle sénile, Maurice. La maison est en très mauvais état à cause d'un ancien incendie. Philip est hanté par une horrible marionnette en forme d'araignée, appelée « Possum », qu'il garde dans un sac de sport en cuir.

## Fiche technique
- Titre : Possum
- Réalisation : Matthew Holness
- Scénario : Matthew Holness d'après sa nouvelle
- Musique : The Radiophonic Workshop
- Photographie : Kit Fraser
- Montage : Tommy Boulding
- Production : Wayne Marc Godfrey, James Harris, Robert Jones et Mark Lane
- Société de production : The Fyzz et Evandine Productions
- Pays :  Royaume-Uni
- Genre : Drame, horreur, thriller
- Durée : 85 minutes
- Dates de sortie : 
  -  Royaume-Uni : 26 octobre 2018

## Distribution
- Sean Harris : Philip
- Alun Armstrong : Maurice
- Andy Blithe : la père de Michael
- Ryan Enever : l'oncle de Michael
- Charlie Eales : Michael
- Joe Gallucci : Lee
- Rohan Gotobed : Andrew
- Raphel Famotibe : Simon
- Simon Bubb : M. Evans
- Katie Lightfoot : Mme. Atwood

## Accueil
Le film a reçu un accueil favorable de la critique. Il obtient un score moyen de 64 % sur Metacritic.